# Alexandre II da Rússia
Alexandre II (Moscou, 29 de abril de 1818 – São Petersburgo, 13 de março de 1881), apelidado de "o Libertador" pela Reforma Emancipadora de 1861, foi o Imperador da Rússia, Rei da Polônia e Grão-Duque da Finlândia de 1855 até seu assassinato, sendo o filho mais velho do imperador Nicolau I e sua esposa, a princesa Carlota da Prússia.
É conhecido por suas reformas liberais e modernizantes, através das quais procurou renovar a cristalizada sociedade russa. Em 19 de fevereiro de 1861, decretou o fim da servidão na Rússia. Foram libertados, ao todo, 22,5 milhões de camponeses servos — preservando-se, todavia, a propriedade dos latifúndios.

## Primeiros anos
Nascido em Moscovo, Alexandre era o filho mais velho do czar Nicolau I da Rússia e da princesa Carlota da Prússia, filha do rei Frederico Guilherme III da Prússia e da princesa Luísa de Mecklemburgo-Strelitz. Os seus primeiros anos de vida não faziam prever o seu potencial. Até à altura em que subiu ao trono em 1855, com trinta e sete anos de idade, poucos imaginavam que Alexandre ficaria para a História por ter posto em prática as reformas mais difíceis na Rússia desde o reinado de Pedro, o Grande. Os reis que aparecem nesta  secção estão entre os melhores que o império alguma vez viu.
No período da sua vida em que foi príncipe herdeiro, a atmosfera intelectual de São Petersburgo não estava receptiva a qualquer tipo de mudança: a liberdade de expressão e qualquer tipo de iniciativa privada estavam a ser reprimidos ferozmente. A censura pessoal e oficial era algo comum e criticar as autoridades era considerado uma ofensa grave. Cerca de vinte e seis anos depois, Alexandre teve a oportunidade de implementar mudanças, contudo acabaria por ser assassinado em público pela organização terrorista Narodnaya Volya (A Vontade do Povo).
A sua educação como futuro imperador foi levada a cabo sob a supervisão de Vasily Zhukovsky, um poeta liberal romântico e tradutor de talento e incluiu um conjunto de várias disciplinas, bem como a aprendizagem das principais línguas europeias. A sua suposta falta de interesse por assuntos militares que foi detectada por vários historiadores resultou dos efeitos que a amarga Guerra da Crimeia teve na sua família e no país inteiro. Também visitou muitos países proeminentes da Europa ocidental. Enquanto czarevich, Alexandre tornou-se o primeiro herdeiro Romanov a visitar a Sibéria.

## Reinado

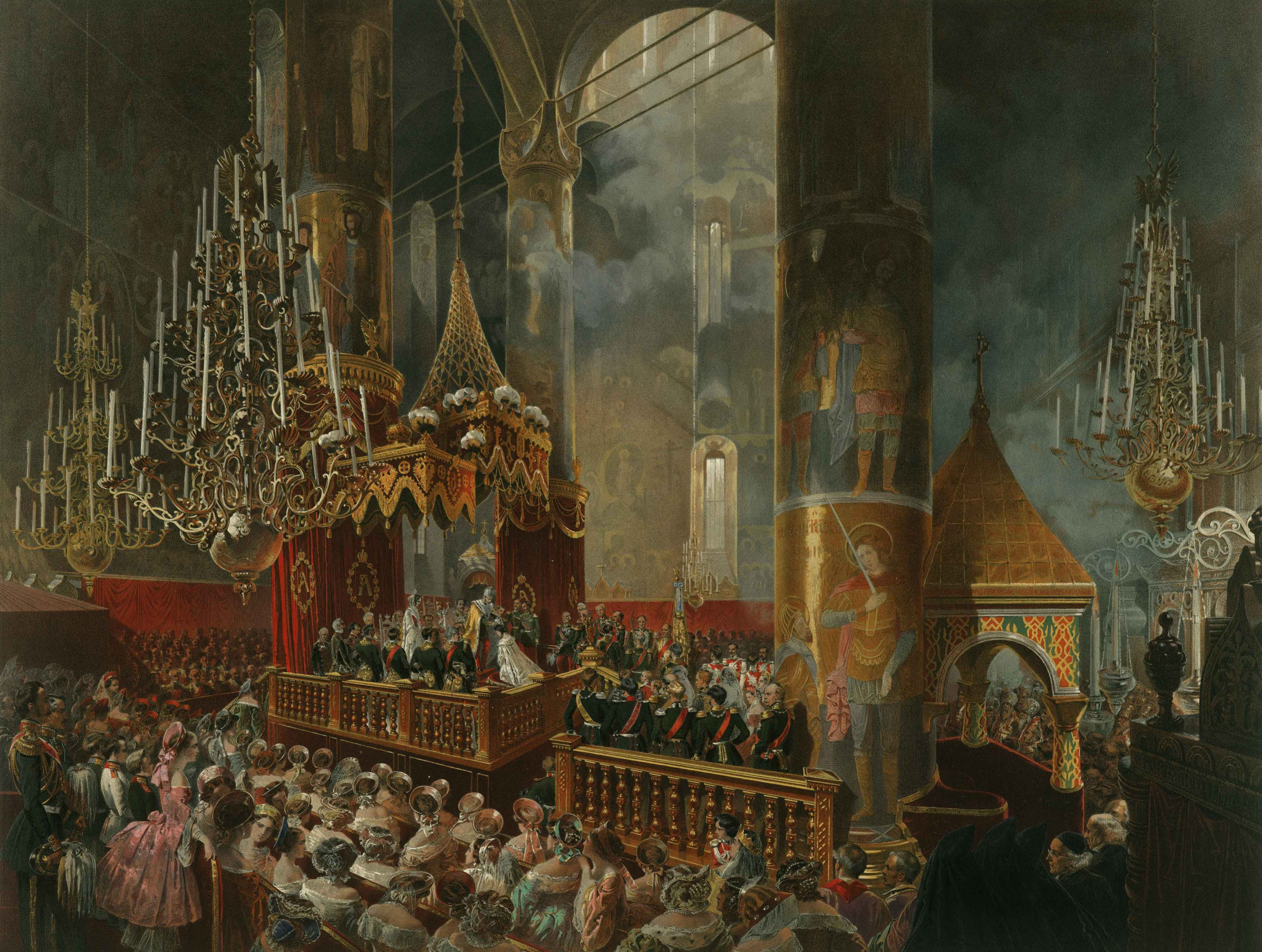
A coroação de Alexandre II, por Mihály Zichy

Alexandre II subiu ao trono após a morte do seu pai em 1855. O primeiro ano do seu reinado foi dedicado à continuação da Guerra da Crimeia e, após a queda de Sebastopol, às negociações de paz lideradas pelo seu conselheiro de confiança, o príncipe Gorchakov. O país estava exausto e tinha sido humilhado pela guerra. Havia subornos, roubos e corrupção por todo o lado. Encorajado pela opinião pública, o czar deu início a um período de reformas radicais que incluíram uma tentativa de fazer com que a aristocracia que possuía terras não controlasse tanto os pobres, uma atitude que tinha como objectivo desenvolver os recursos naturais russos e reformar todos os sectores da administração. Em 1867, Alexandre vendeu a província do Alasca aos Estados Unidos por sete milhões de dólares (o equivalente a cerca de 200 milhões de dólares nos dias de hoje) depois de ter reconhecido a dificuldade que tinha em defendê-la da Grã-Bretanha e do Canadá.

### Emancipação dos servos
Pouco depois de concluir as negociações de paz, foram levadas a cabo mudanças importantes na legislação que regia a indústria e o comércio e a nova liberdade concedida permitiu a produção de um grande número de empresas de confiança duvidosa. Foram feitos planos para construir uma grande rede de caminhos-de-ferro em parte com o objectivo de desenvolver os recursos naturais do país e em parte para aumentar o seu poder de defesa e ataque.
A questão da existência de escravidão foi abordada com coragem, aproveitando uma petição que tinha sido apresentada pelos proprietários de terras polacos nas províncias lituanas no sentido de melhorar a sua relação com os servos (de forma mais satisfatória para os proprietários), o czar autorizou a formação de comités para melhorar as condições dos camponeses, e criou as bases para que essa melhora fosse eficaz.
A este passo seguiu-se outro ainda mais significante. Sem consultar os seus conselheiros habituais, Alexandre ordenou que o Ministério do Interior enviasse uma circular aos governadores provinciais da Rússia ocidental (a servidão era rara noutras partes do império), que tinha uma cópia com instruções que tinham também sido enviadas ao governador-geral da Lituânia e que elogiava as supostas intenções generosas e patrióticas dos proprietários de terras na Lituânia, sugerindo que talvez outros proprietários de outras províncias devessem ter o mesmo desejo. A sugestão foi levada a cabo e assistiu-se à formação de comités para a emancipação em todas as províncias onde ainda existia servidão.
A emancipação não era uma questão meramente humanitária capaz de ser resolvida instantaneamente pelo ucasse imperial. Tinha muitos problemas complicados que afectavam profundamente o futuro económico, social e político da nação.
Alexandre teve de escolher entre as medidas distintas que lhe eram recomendadas e decidir se os servos se tornaram trabalhadores da agricultura dependentes económica e administrativamente dos seus senhores ou se tornaram numa classe de proprietários comunitários independentes.
O imperador deu o seu apoio ao segundo projecto e os camponeses russos tornaram-se um dos últimos grupos da Europa a deixar o velho sistema de servidão.
Os criadores do Manifesto de Emancipação (1861) foram o irmão de Alexandre, o grão-duque Constantino Nikolaevich, Yakov Rostovtsev e Nikolay Milyutin.
A 3 de março de 1861, seis anos depois de subir ao trono, a lei da emancipação foi assinada e publicada.

### Outras reformas

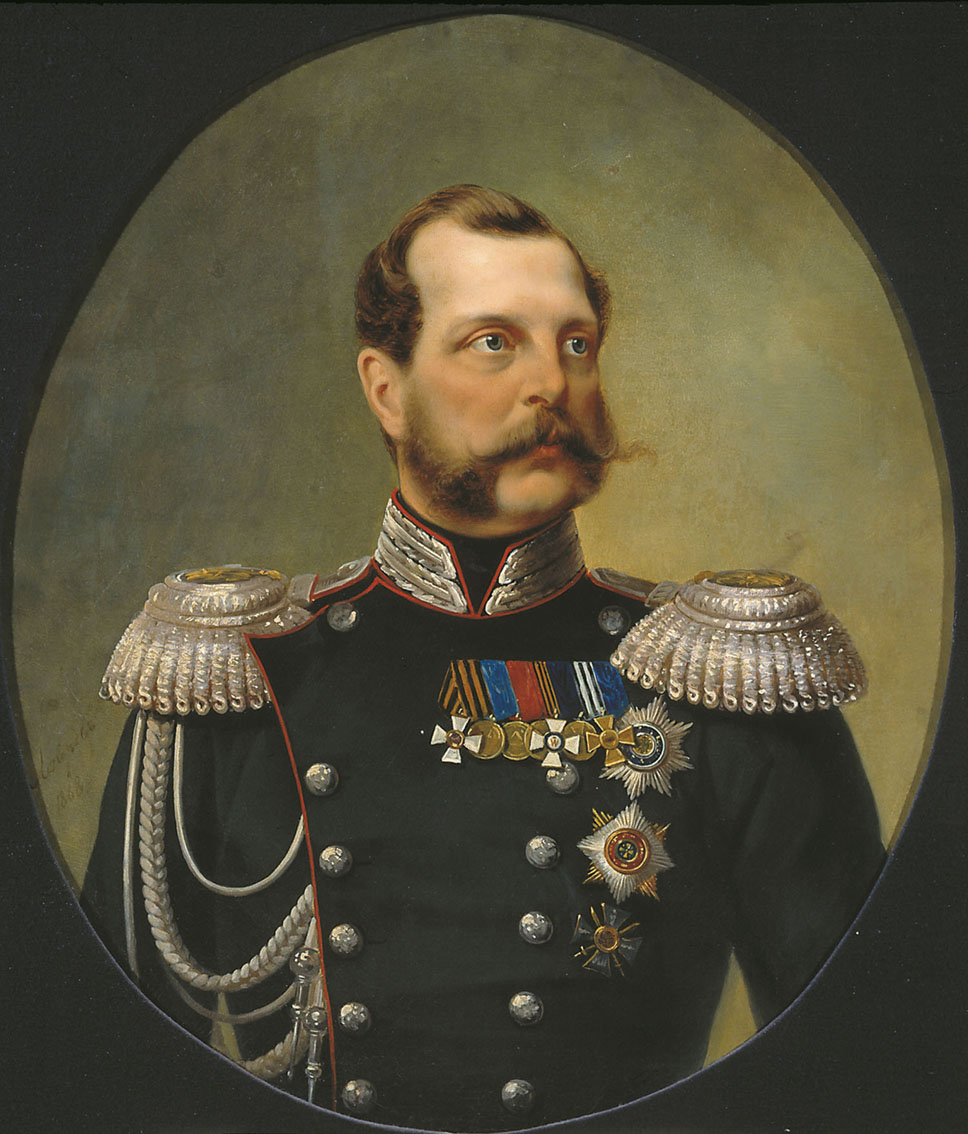
Alexandre II, por Nikolay Lavrov

Em resposta à derrota desastrosa sofrida pela Rússia em 1856 durante a Guerra da Crimeia e aos avanços na área militar que estavam a acontecer noutros países europeus, o governo russo reorganizou o exército e a marinha e deu-lhes novas armas. As mudanças incluíram o recrutamento militar obrigatório, que começou a 1 de janeiro de 1874. Agora, os homens de todas as províncias, ricos ou pobres, tinham de prestar serviço militar. Outras reformas militares incluíram criar uma reserva no exército e de um sistema de distritos militares (que ainda era um usado um século depois), a construção de caminhos-de-ferro estratégicos e uma maior importância na educação militar dos oficiais. O castigo corporal e a marcação de soldados a fogo foram banidos.
Uma nova administração judicial (1864), baseada no modelo francês, introduziu a segurança de mandato. Também entraram em vigor um novo código penal e um sistema civil e criminal mais simplificados. O poder judicial foi reorganizado de forma a incluir julgamentos em tribunal aberto com juízes nomeados para o resto da vida, um sistema de jurados e a criação de justiças da paz para lidar com pequenos crimes a nível local.
A burocracia de Alexandre instituiu um sistema elaborado de autogoverno local (zemstvo) para distritos rurais (1864) e grandes cidades (1870), com assembleias eleitorais que tinham um poder restrito de cobrar impostos e uma nova polícia rural e municipal foi criada sob a direcção do Ministério do Interior.

### Supressão dos movimentos separatistas
No início do seu reinado, Alexandre proferiu a conhecida expressão "Não sonhem" dirigida aos polacos que habitavam o Congresso Polaco, o ocidente da Ucrânia, a Lituânia, a Letónia e a Bielorrússia. O resultado desta declaração foi a Revolta de Janeiro de 1863-64 que foi suprimida depois de dezoito meses de luta.
Centenas de polacos foram executados e milhares foram deportados para a Sibéria. O preço da supressão foi o apoio russo para a unificação alemã. Anos mais tarde, a Alemanha e a Rússia tornar-se-iam inimigas.

### Encorajamento do nacionalismo finlandês
Em 1863, Alexandre II restabeleceu o Diet da Finlândia e deu início a várias reformas que aumentavam a autonomia finlandesa da Rússia incluindo a criação da sua própria moeda, o markka. A liberalização das indústrias levou a um aumento do investimento estrangeiro no país e ao seu desenvolvimento industrial.
Finalmente, a elevação do finlandês de língua dos camponeses a língua oficial da nação, com o mesmo estatuto do sueco, criou oportunidades para uma maior fatia da sociedade. Alexandre II é ainda chamado de "O Bom Czar" na Finlândia.
Estas reformas podem ser vistas como resultado da crença de que as reformas eram mais fáceis de testar num país pouco populado e homogéneo do que em toda a Rússia. Podem também ter sido uma recompensa pela lealdade da população mais virada para o ocidente durante a Guerra da Crimeia e a Revolta Polaca. Encorajar o nacionalismo finlandês e a sua língua pode também ser considerado como uma tentativa de afastar o país da Suécia.

### Reinado durante a Guerra Russo-Caucasiana
Foi durante o reinado de Alexandre II que a Guerra Russo-Caucasiana atingiu o seu ponto mais crítico. Pouco antes do final da guerra com a vitória russa, o exército russo, seguindo ordens do imperador, tentou eliminar os montanhistas naquilo que muitos historiadores apelidaram de "limpeza".

## Casamento e descendência
Durante os seus dias de solteiro, Alexandre realizou uma visita à Inglaterra em 1838. Embora fosse apenas um ano mais velho do que a rainha Vitória, a sua corte foi de curta duração. Vitória casou-se com o seu primo alemão, o príncipe Alberto de Saxe-Coburgo-Gota em fevereiro de 1840. A 16 de abril de 1841, com vinte e três anos de idade, Alexandre casou-se em São Petersburgo com a princesa Maria de Hesse e Reno que adotou o nome de Maria Alexandrovna, a partir do momento em que se converteu à Igreja Ortodoxa.
Maria era legalmente filha do grão-duque Luís II de Hesse-Darmstadt e da princesa Guilhermina de Baden, mas havia rumores a afirmar que a czarina era, na verdade, filha do amante de Guilhermina, o barão August von Senarclens de Grancy. Alexandre conhecia esta questão de paternidade.
Deste casamento nasceram seis filhos e duas filhas:
| Nome                    | Nascimento             | Morte                   | Observações |
| ----------------------- | ---------------------- | ----------------------- | --- |
| Alexandra Alexandrovna  | 30 de agosto de 1842   | 10 de julho de 1849     | morreu de meningite aos 6 anos de idade; sem descendência.                                                                                             |
| Nicolau Alexandrovich   | 20 de setembro de 1843 | 24 de abril de 1865     | morreu de tuberculose quando estava noivo da princesa Maria Feodorovna; sem descendência.                                                              |
| Alexandre III da Rússia | 10 de março de 1845    | 1 de novembro de 1894   | Imperador da Rússia de 1881 a 1894; casado com a princesa Dagmar da Dinamarca, mais tarde Maria Feodorovna; com descendência.                          |
| Vladimir Alexandrovich  | 22 de abril de 1847    | 17 de fevereiro de 1909 | casado com a grã-duquesa Maria Pavlovna; com descendência; os seus descendentes são os actuais pretendentes ao trono russo.                            |
| Aleixo Alexandrovich    | 14 de janeiro de 1850  | 14 de novembro de 1908  | casamento morganático com Alexandra Vasilievna Zhukovskaya; com descendência.                                                                          |
| Maria Alexandrovna      | 17 de outubro de 1853  | 20 de outubro de 1920   | casada com Alfredo, Duque de Saxe-Coburgo-Gota; com descendência.                                                                                      |
| Sérgio Alexandrovich    | 29 de abril de 1857    | 4 de fevereiro de 1905  | casado com a grã-duquesa Isabel Feodorovna; sem descendência.                                                                                          |
| Paulo Alexandrovich     | 3 de outubro de 1860   | 24 de janeiro de 1919   | casado com a princesa Alexandra da Grécia; com descendência. Após a morte de Alexandra teve um casamento morganático com Olga Paley; com descendência. |

Durante o seu casamento, Alexandre teve muitas amantes, das quais teve, pelo menos, sete filhos ilegítimos. Alguns deles são:
- Antoinette Bayer (20 de junho de 1856 – 24 de janeiro de 1948) fruto da sua relação com Wilhelmine Bayer;
- Michael-Bogdan Oginski (10 de outubro de 1848 – 25 de março de 1909) com a sua amante, a condessa Olga Kalinovskya (1818-1854);
- Joseph Raboxicz.

Com a morte de Maria Alexandrovna, Alexandre II casou-se com a sua amante Catarina Dolgorukov de quem já tinha 4 filhos:
| Nome                                    | Nascimento              | Morte                  | Observações                                                                                   |
| --------------------------------------- | ----------------------- | ---------------------- | --------------------------------------------------------------------------------------------- |
| Jorge Alexandrovich Romanov Yurievsky   | 12 de maio de 1872      | 13 de setembro de 1913 | casado com a Coundensa Alexandra Zarnekau; com descendência. Mais tarde o casal divorciou-se. |
| Olga Alexandrovna Romanov Yurievsky     | 7 de novembro de 1874   | 10 de agosto de 1925   | casou-se com Jorge Nikolaus de Nassau, Conde de Merenberg                                     |
| Boris Alexandrovich Yurievsky           | 23 de fevereiro de 1876 | 11 de abril de 1876    | morreu aos dois meses de idade.                                                               |
| Catarina Alexandrovna Romanov Yurievsky | 9 de setembro de 1879   | 22 de dezembro de 1959 | casada duas vezes; com descendência.                                                          |

## Tentativas de assassinato

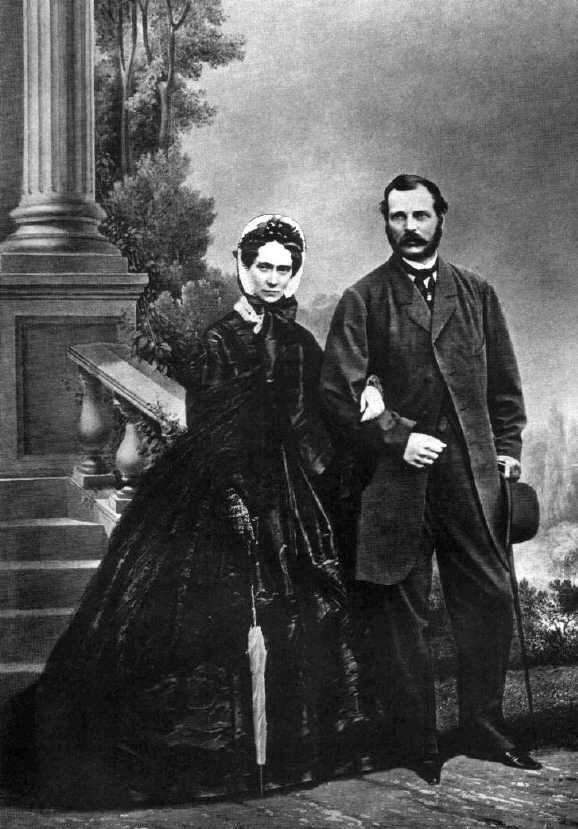
Alexandre e sua esposa Maria Alexandrovna em 1866.

Em 1866, houve uma tentativa para matar Alexandre em São Petersburgo levada a cabo por Dmitry Karakozov. Para comemorar o facto de ter escapado por pouco à morte (à qual se viria a referir como o acontecimento de 4 de abril de 1866), foram construídas várias igrejas e capelas em muitas cidades russas. Viktor Hartmann, um arquitecto russo, chegou mesmo a desenhar um portão monumental (que nunca chegou a ser construído) para comemorar o acontecimento. Essa primeira tentativa de assassinato levou a uma onda de reação conservadora.
Na manhã de 20 de abril de 1879, Alexandre estava a fazer uma caminhada até à Praça dos Guardas e encontrou-se com Alexandre Soloviev, um antigo estudante de trinta e três anos. Tendo visto um revólver ameaçador nas suas mãos, o imperador fugiu em zigue-zague. Soloviev disparou cinco vezes, mas falhou o alvo. Foi enforcado a 28 de maio, depois de ser condenado à morte.
O estudante agiu sozinho, mas sabia-se que existiam vários revolucionários que queriam matar Alexandre. Em dezembro de 1879, o grupo terrorista "A Vontade do Povo", que queria provocar uma revolução social, fez explodir a linha de comboio que ligava Livadia a Moscovo, mas não conseguiram atingir o comboio do imperador.
Na noite de 5 de fevereiro de 1880, Stephan Khalturin, que também pertencia à Vontade do Povo, colocou uma bomba-relógio debaixo da sala de jantar do Palácio de Inverno, na sala de descanso dos guardas que ficava no andar de baixo. Por ter chegado atrasado para jantar, o imperador não ficou ferido, mas houve vários mortos e cerca de trinta feridos.

## Assassinato

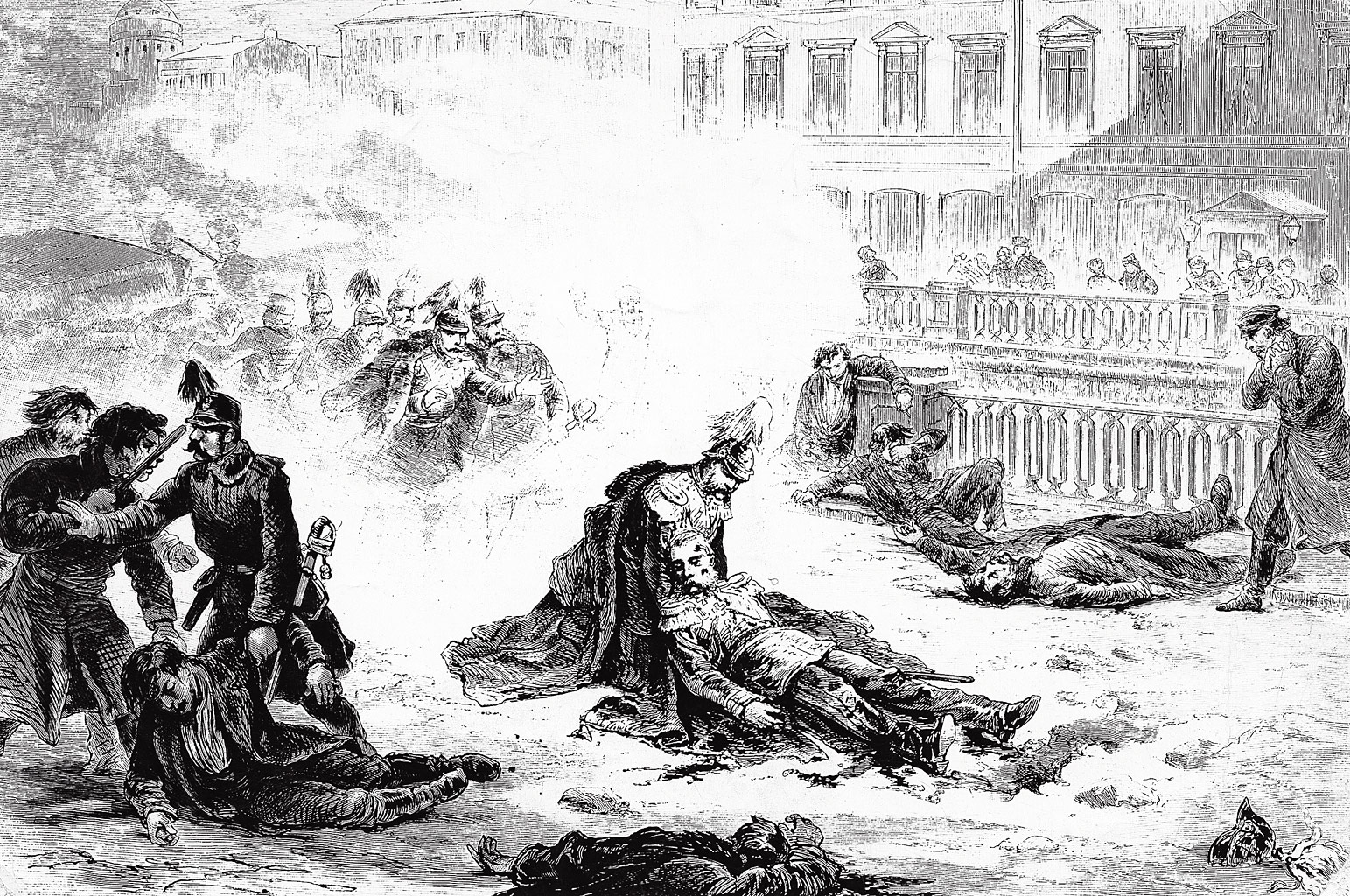
O assassinato de Alexandre II

Após a última tentativa de assassinato em fevereiro de 1880, o conde Loris-Melikov foi nomeado chefe da Comissão Executiva Suprema e recebeu mais poderes para combater os revolucionários. As propostas de Loris-Melikov iriam incluir a criação de uma espécie de parlamento e o imperador pareceu concordar com ele, contudo estes planos nunca foram concretizados.
A 13 de março de 1881, Alexandre foi vítima de uma conspiração para o assassinar em São Petersburgo.
Como se sabia, todos os domingos, durante vários anos, o imperador ia visitar o Mikhailovsky Manège para assistir à chamada militar. Viajava para e regressava do Manège numa carruagem fechada acompanhada de seis cossacos e mais um sentado ao lado do cocheiro. A carruagem do imperador era seguida por dois trenós que levavam, entre outros, o chefe da polícia e o chefe dos guardas do imperador. A viagem, como sempre, fez-se pelo Canal de Catarina e por cima da Ponte Pevchesky. A estrada era apertada e tinha passeios para os peões de ambos os lados. Um jovem membro da Vontade do Povo, Nikolai Rysakov carregava uma pequena embalagem branca embrulhada num lenço de pano.
| “ | Após um momento de hesitação, atirei a bomba. Atirei-a para debaixo dos cascos dos cavalos pensando que iria explodir debaixo da carruagem (…) A explosão atirou-me contra a cerca. | ” |

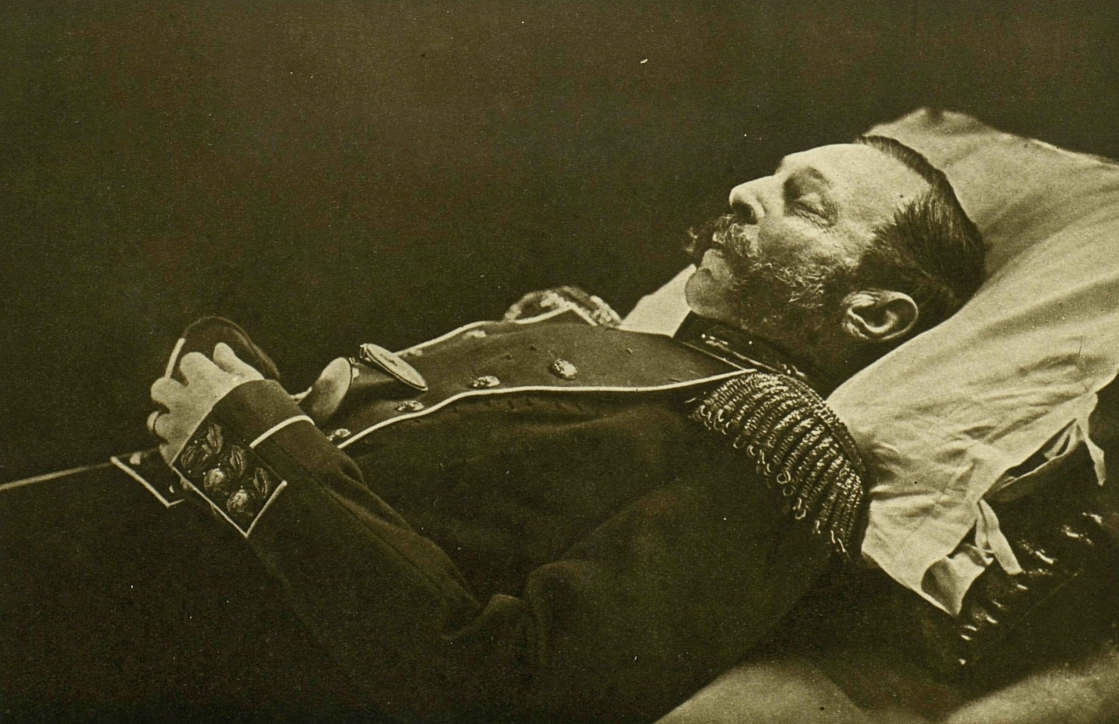
Retrato post-mortem de Alexandre II, por Sergei Levitsky

Embora a explosão tenha matado um dos cossacos e ferido o condutor e pessoas que passavam na rua com gravidade, apenas conseguiu provocar danos na carruagem à prova de bala, um presente do imperador Napoleão III de França. O imperador saiu abalado, mas ileso. Rysakov foi capturado quase de seguida. O chefe da polícia, ouviu Rysakov a gritar para outra pessoa que estava no meio da multidão. Os guardas e os cossacos imploram ao imperador que deixasse imediatamente o local em vez de ir ver o local da explosão.
Apesar de tudo, um segundo membro jovem da organização terrorista, Ignaty Grinevitsky que estava perto da cerca do canal, ergueu ambos os braços e atirou algo para os pés do imperador. Alegadamente, Alexandre terá gritado: Ainda é cedo demais para agradecer a Deus. Dvorzhitsky escreveu mais tarde:
| “ | Fiquei surdo após a segunda explosão, queimado, ferido e fui atirado para o chão. De repente, por entre o fumo e o nevoeiro da neve, ouvi a voz de Sua Majestade a gritar: 'Ajuda!' Juntando todas as forças que tinha, levantei-me e corri até ao imperador. Sua Majestade estava meio deitado, meio sentado, apoiado no seu braço direito. Pensando que ele estava apenas gravemente ferido, tentou levantá-lo, mas as pernas do czar estavam destruídas e o sangue escorria delas. Vinte pessoas, feridas de várias maneiras, estavam estendidas no passeio e na rua. Algumas conseguiam levantar-se, outras rastejavam, outras ainda tentavam sair debaixo de corpos que tinham caído em cima delas. Espalhados pela neve estavam detritos e sangue e podiam ver-se fragmentos de roupas, dragonas, sabres e pedaços sangrentos de carne humana. | ” |

Mais tarde descobriu-se que havia um terceiro bombista na multidão. Ivan Emelyanov estava pronto agarrando uma mala de mão que tinha uma bomba que seria usada se as outras duas tivessem falhado.
Alexandre foi levado de trenó até ao Palácio de Inverno e depois para o seu escritório onde, ironicamente, quase exactamente vinte anos antes, tinha assinado o documento que tinha libertado os servos. Alexandre estava a perder muito sangue, tinha as pernas destruídas, o estômago aberto e o rosto mutilado. Vários membros da família real apressaram-se para o local.
O imperador recebeu a comunhão e a extrema unção. Quando perguntaram ao médico que estava de serviço, Sergey Botkin, quanto tempo de vida lhe restava, ele respondeu: No máximo, quinze minutos. Às três e meia da tarde a bandeira pessoal de Alexandre II foi baixada pela última vez.

## Consequências
O assassinato de Alexandre II provocou um retrocesso no movimento de reforma. Umas das últimas ideias do imperador tinha sido criar planos para um parlamento eleito, ou Duma, que ficaram completos na véspera da sua morte, mas ainda não tinham sido apresentados ao povo russo. Alexandre tinha planejado revelar os seus planos para a criação da Duma quarenta-e-oito horas depois. Se tivesse vivido mais algum tempo, a Rússia poderia ter seguido o caminho da monarquia constitucional em vez do longo caminho de opressão que se seguiu com o reinado do seu filho. A primeira acção que Alexandre III tomou após a coroação foi rasgar estes planos. A Duma só viria a ser criada em 1905, quando o neto de Alexandre, Nicolau II, foi pressionado a instaurá-la após a Revolução Russa de 1905.
Uma segunda consequência do assassinato foi o início dos pogroms e legislação antijudaica.
Uma terceira consequência foi a supressão das liberdades civis na Rússia e o regresso da repressão policial em força após alguma liberalização durante o reinado de Alexandre II. O assassinato do czar foi testemunhado em primeira-mão pelo seu filho, Alexandre III e pelo seu neto, Nicolau II, que viriam a governar a Rússia e prometeram que não teriam o mesmo destino. Ambos usaram a Okhrana para prender protestantes e acabar com grupos supostamente rebeldes, criando mais supressão de liberdades pessoais do povo russo.
Finalmente, o assassinato inspirou os anarquistas a promover uma propaganda de acção, o uso de grandes actos de violência para incitar a revolução.